# Empressita
L'empressita és un mineral de la classe dels tel·lulurs. El seu nom fa referència al lloc on es descobrí el 1914, la mina Empress Josephine, Colorado, Estats Units.

## Característiques
L'empressita és un mineral d'argent i tel·luri, un tel·lurur d'argent(II), amb fórmula química AgTe i de color gris fosc. És un mineral que es troba a la natura de manera rara. Té una duresa de 3,5 a l'escala de Mohs i una densitat de 7,6 g/cm³. Cristal·litza en el sistema ortoròmbic, i pot formar masses compactes i cristalls rarament bipirimidals. Anàlisi cristal·logràfics recents han confirmat que l'empressita no és el mateix mineral que l'stützita, ja que es tracta d'un mineral amb estructura cristal·lina ortoròmbica, diferent de l'hexagonal Ag5-xTe₃ de l'stützita amb la qual l'empressita s'ha confós comunament en la literatura mineralògica.

## Formació i jaciments
Es troba en els dipòsits de filons hidrotermals pobres en or a baixa temperatura. Sol trobar-se associada a altres minerals com: tel·luri, silvanita, petzita, hessita, rickardita, altaïta, galena, pirita, rodalquilarita i or.